# Castillo de Peñahora
El castillo de Peñahora fue una fortificación de origen andalusí situada en el despoblado de Peñahora, al norte de Humanes (Guadalajara, España), junto a la desembocadura del río Sorbe en el río Henares.

## Descripción

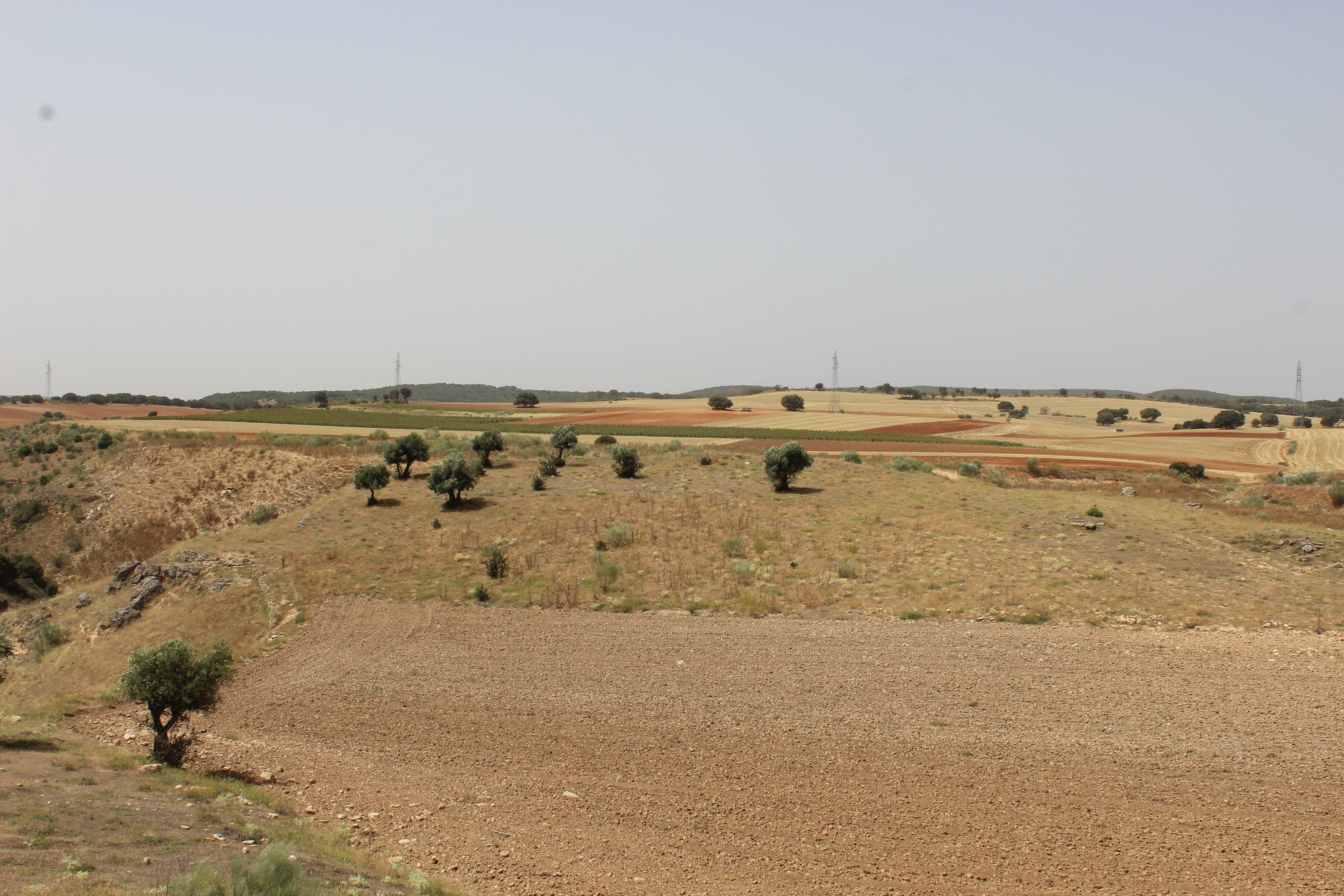
A la izquierda de la fotografía se pueden apreciar unos restos del trazado de la muralla, ajustada a la topografía del cerro.

Se trataba de un castillo de gran tamaño que dominaba el poblado junto al puente sobre el Sorbe del camino de Toledo a Zaragoza. Ocupaba una gran explanada dominada por el castillo y una vasta muralla que cercaba todo el poblado. Todo el recinto estaba construido con piedra sillar. Tan solo quedan algunos restos de las murallas y de algún silo.

## Historia
Fue construido en el siglo IX en época emiral como defensa del valle del Henares. Tras la conquista cristiana en 1081 pasó a formar parte del común de villa y tierra de Hita y sirvió como defensa del puente sobre el Sorbe del camino real de Zaragoza.
En 1188 fueron donadas las tierras de Peñahora por Pedro Fernández de Hita, señor de Hita, a la Orden de Santiago, que estableció una encomienda y se reservó el derecho de pontazgo. En 1328 se trasladó la cabeza de la encomienda a la cercana Mohernando y con ello el cobro del tributo. Comienza entonces el despoblamiento de Peñahora y el abandono del castillo. La encomienda de Mohernando, junto con el castillo de Peñahora, fue vendida en 1564 a Francisco de Eraso, que tomó de manos de Felipe II el título de conde de Humanes. El castillo de Peñahora quedó entonces completamente en desuso y abandonado.
Fue derruido en el siglo XIX y sus piedras sirvieron de material para la construcción de la carretera y de la vía del ferrocarril Madrid-Barcelona, que atraviesan el despoblado.